# كريس غرينوود
كريس غرينوود (بالإنجليزية: Chris Greenwood)‏ هو لاعب كرة القدم الكندية أمريكي، ولد في 10 يوليو 1989 في ديترويت في الولايات المتحدة.

## وصلات خارجية
- كريس غرينوود على موقع إي إس بي إن.كوم (أن.أف.أل)3
- كريس غرينوود على موقع مرجع كرة القدم المحترفة.كوم (الإنجليزية)